# 台北盆地

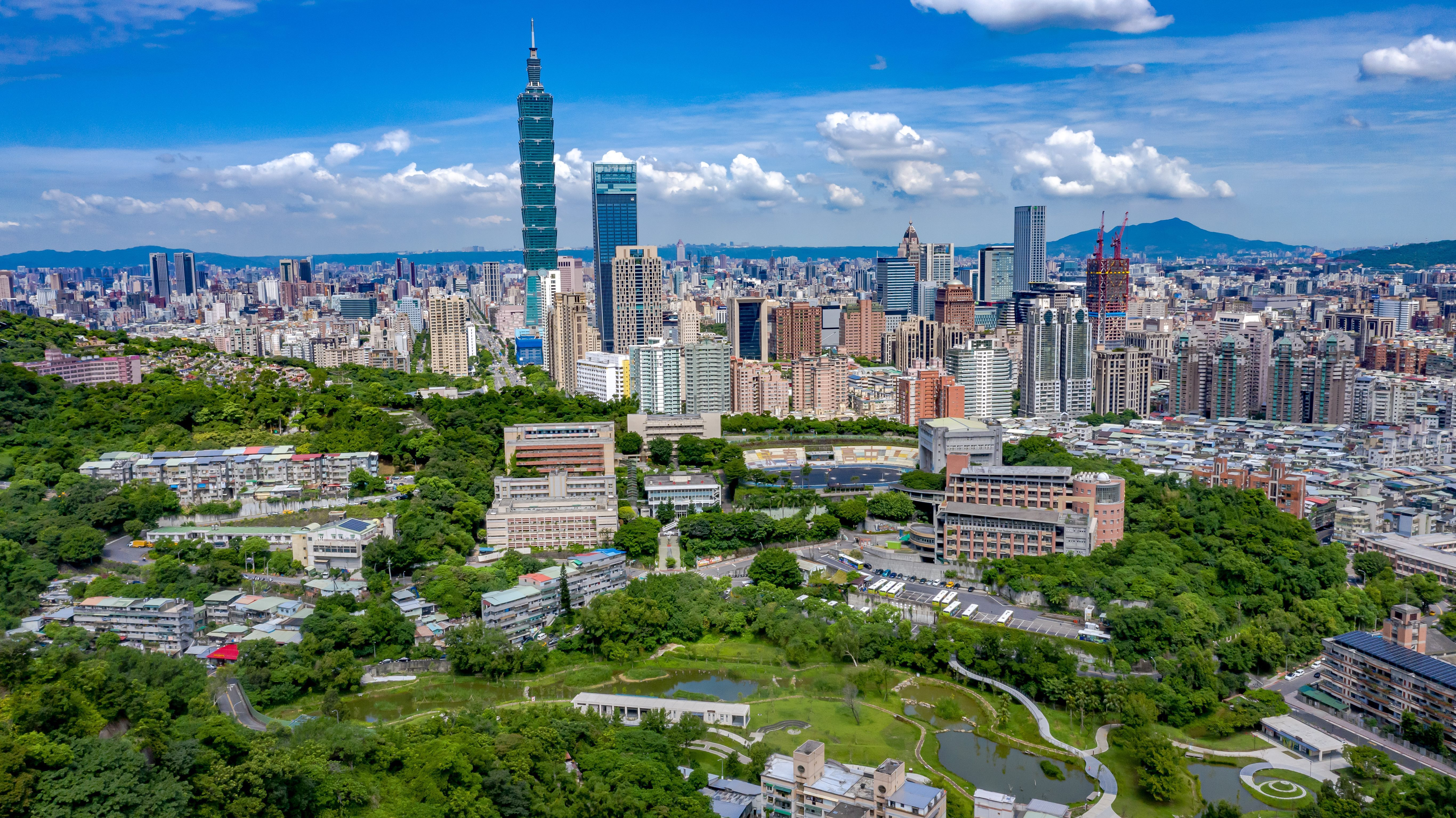
自四獸山眺望臺北盆地

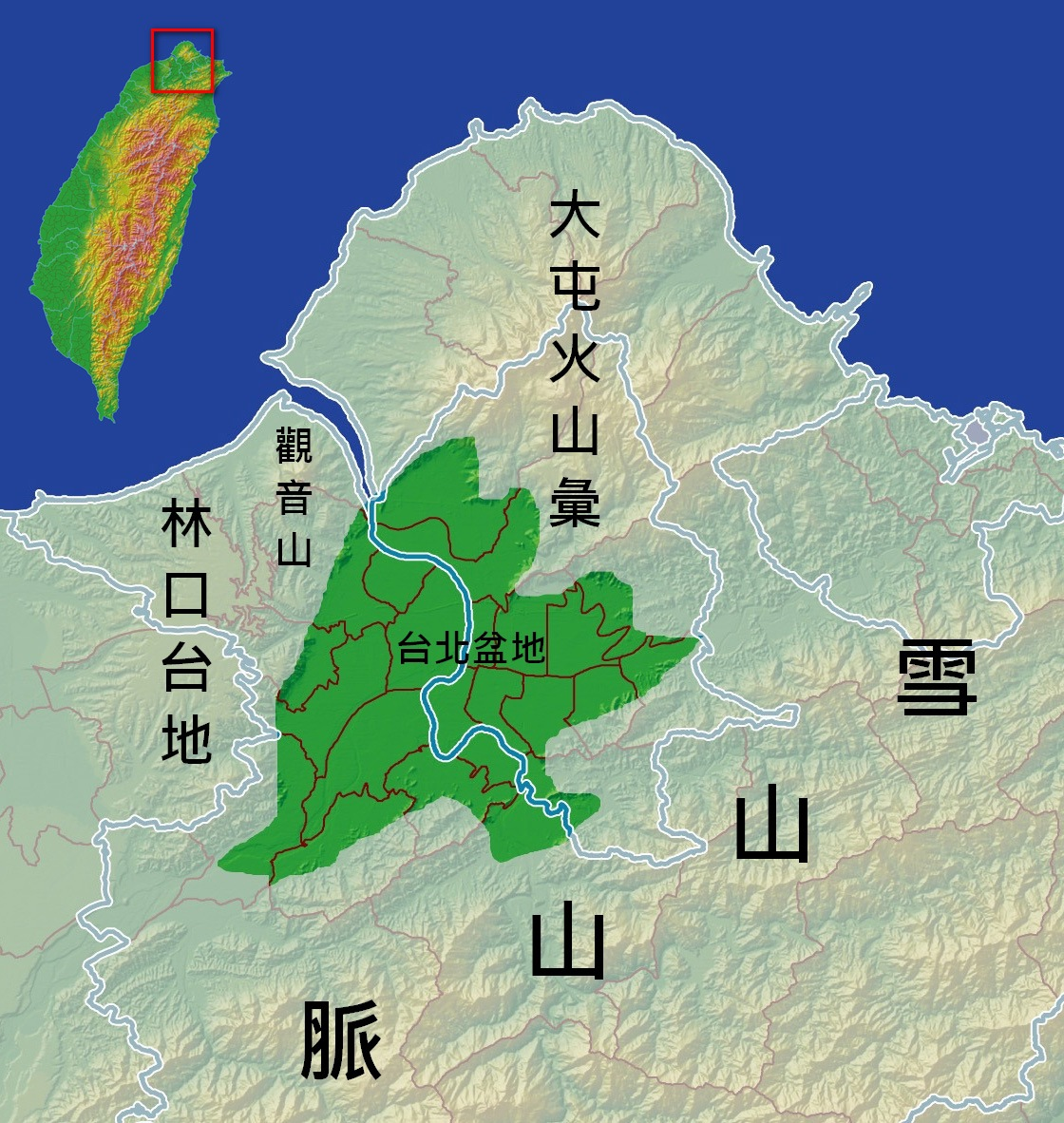
臺北盆地範圍簡圖

臺北盆地是臺灣北部的一個地理區域，是一片平坦的沖積平原的盆地，海拔20公尺以下的盆底面積243平方公里，以首都臺北市為中心。臺北盆地北側為大屯火山群，西鄰林口臺地，南接雪山山脈，東南邊則是松山丘陵。臺北盆地的形狀接近三角形，三個端點分別是南港、迴龍、關渡。
流經臺北盆地的主要河流包括淡水河、基隆河、大漢溪及新店溪，重要的人工渠道則有瑠公圳、二重疏洪道等。西部麓山帶是一系列呈東北─西南走向的山嶺和谷地，高度低於1000公尺。它的岩盤以褶曲的第三系沉積岩為，夾少許火山岩。
在史前時代，臺北盆地是凱達格蘭族等原住民的居住地，並且與西班牙人和荷蘭人貿易。
今日，臺北盆地是臺北市及新北市的發展核心。

## 形成

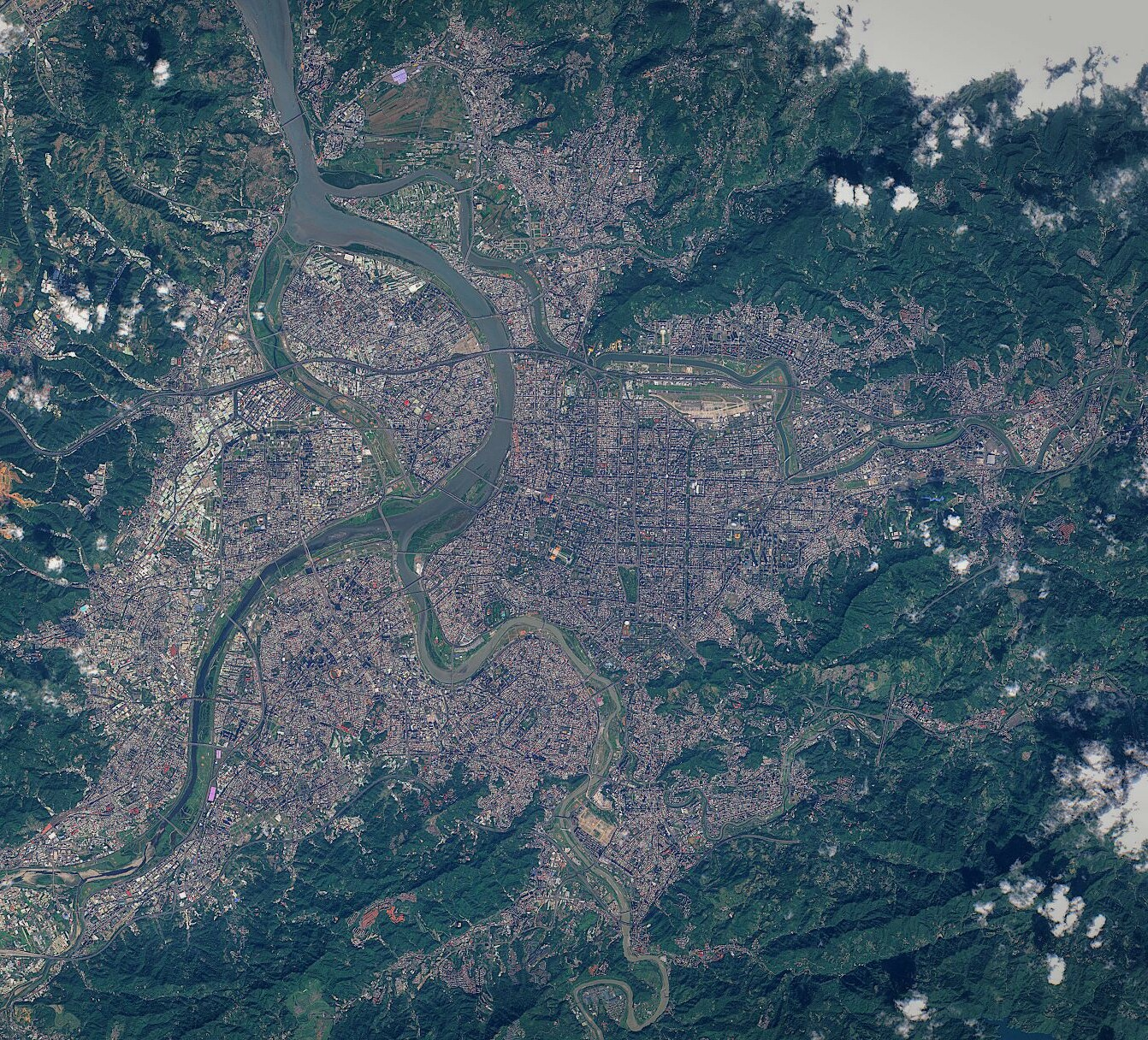
臺北盆地空拍圖

在3000萬～500萬年前，臺灣西半部大部份區域還只是歐亞大陸板塊東南邊緣的一小部分，屬於濱海到淺海的環境，不斷地累積由鄰近歐亞板塊河川所帶來的沉積物，形成臺北最古老的沉積岩地層。到了大約500萬年前，菲律賓海板塊開始碰撞歐亞大陸板塊，引發了造山運動，且不斷持續著。直到約200萬年前，造山運動達到高峰期，將現在的臺灣島推出海平面，但那時候的臺北地區還只是一片丘陵，古淡水河自東南流向西方，經泰山由林口附近出海，在河口形成林口沖積扇。此時由於造山運動的推擠，不但讓山脈隆起，也造成斷層帶的產生。
大約80萬年前，大屯火山群開始爆發，形成較高的火山地形；地形的變動使古淡水河因此轉而偏北，流入臺灣海峽；由於河川的轉向，林口沖積扇便停止發展。大屯山火山群的活動持續進行著，臺北地區也一直維持著丘陵的地形，直到大約40萬年前，位於林口與臺北之間的山腳斷層陷落，使林口抬升為臺地，而臺北則開始陷落形成盆地；除此之外，觀音火山也開始噴發，促使古淡水河南岸的地形上升，由於臺北陷落成為盆地，再加上觀音火山噴發所造成的地形改變，臺北盆地成為較低處，所以鄰近的基隆河與大漢溪均轉向注入淡水河，形成龐大的淡水河流域。
大屯火山群的活動直到約20萬年前才漸漸的趨向緩和，但是火山的熔岩阻斷了淡水河的入海口，將臺北盆地堰塞成湖（即古臺北湖），於是臺北盆地的表面開始有沉積物，逐漸將崎嶇的丘嶇的丘陵填平。雖然出海口被阻斷，但是河川的流動仍然在進行；約至3萬年前，因為河川的侵蝕作用，使脆弱的火山崩塌堆積物開了口，積聚在古臺北湖中的水，也隨著河川的流動，流向大海，留在盆地中的只有湖水褪去後的汙泥和原本就已形成的淡水河流域，而盆地的底部則持續沉降。
距今約6000年前，臺北盆地持續沉降，但是由於整個地球的氣溫回暖，及冰河融化的影響，造成海平面上升，海水倒灌回臺北盆地，使盆地內部再度陷入一片汪洋，此時的臺北湖是呈現半淡水湖的堆積。當海平面下降後，臺北湖內的水再次回到海洋的懷抱，再加上河川的堆積，使臺北盆地逐漸變成現在這種面貌。
| 年代       | 大事記 |
| ---------- | --- |
| 三千萬年前 | 臺灣西半部大部份區域還只是歐亞大陸板塊東南邊緣的一小部分。 |
| 五百萬年前 | 菲律賓海板塊開始碰撞歐亞大陸板塊邊緣。 造山運動開始。 |
| 二百萬年前 | 造山運動的高峰期。 古地層被推擠隆出，臺灣島露出海面。 早期臺北盆地是一片丘陵，古新店溪由泰山附近流入海洋，形成林口沖積扇。 古大漢溪由桃園交界處流入海洋，形成古石門沖積扇。                     |
| 八十萬年前 | 大屯火山群開始爆發。 |
| 四十萬年前 | 林口與臺北之間的斷層陷落。 林口抬升為林口臺地，古新店溪流向轉而偏北，注入臺灣海峽，臺北陷落為臺北盆地。 大屯火山持續噴發。 基隆河與大漢溪因地形變化之影響轉向，注入淡水河，成為龐大淡水河流域。 |
| 二十萬年前 | 大屯火山熔岩逐漸冷卻，阻斷淡水河的入海口。 臺北盆地堰塞成古臺北湖。 |
| 三萬年前   | 淡水河流域切穿熔岩的阻擋，注入海洋。 古臺北湖水褪去。 |
| 六千年前   | 由於全球氣溫回暖，造成冰河溶化，海平面上升。 海水倒灌，淹沒臺北盆地，形成新台北湖。 |
| 現今       | 全球氣溫恢復正常，海平面下降，海水退回海洋。 臺北盆地再度出現。 臺北盆地逐漸發展。 |

## 地質
臺北盆地地質結構研究，自日治時代由出口雄三(1911年)與丹桂之助(1939年)，以鑽井資料及區域地質特性，推論出盆地由正斷層陷落所造成。
臺北盆地基盤以上為第四紀地層，包含

### 松山層
松山層由丹桂之助命名，泥砂互層為主，分布於台北盆地大部分地表附近，於盆地西北區域最深，東南最淺。

### 景美層
主要是石英岩為主之礫石，礫徑最大約10公分。

### 五股層
以砂層為主，雜以礫石層與泥層，泥層屬細粒黏土，礫石層由石英岩組成夾帶少量安山岩塊。

### 板橋層
板橋層之最深部為安山岩礫石層，於盆地西北區域則含有火山碎屑岩塊，頂部則呈縞狀泥層，乃湖相沉積物。

## 臺北盆地內所屬行政區
臺北市：約270萬人
萬華區 中正區 中山區 大同區 信義區 松山區（全區）
內湖區 南港區 大安區 文山區 士林區 北投區（不含山區）
新北市：約308萬人
板橋區 永和區 三重區 蘆洲區（全區）
中和區 土城區 樹林區 三峽區 新莊區 泰山區 五股區 新店區
桃園市：11560人
龜山區（迴龍地區迴龍、龍壽、龍華三里）
合計約579萬人（2014年7月）

## 相關
- 臺北市
- 臺北湖

## 資料來源
1. ↑  楊貴三、沈淑敏.  (PDF). 國史館台灣. 2010-07-04  [2018-02-16]. （原始内容存档 (PDF)于2023-07-23）.
2. 1 2  王以旻. . 中國文化大學地學研究所. 2013-07-04  [2018-02-16]. （原始内容存档于2018-02-16）.
3. ↑  . 桃園市政府.   [2016-02-15]. （原始内容存档于2015-10-07）.